# شيموس كوغلان
شيموس كوغلان (بالإنجليزية: Séamus Coughlan)‏ هو لاعب كرة القدم الغالية أيرلندي، ولد في 1953 في Ballyphehane ‏، وتوفي في 9 فبراير 2013.